# Michele Perrone
Michele Perrone (Nápoles, 1633-1693) fue un escultor barroco italiano en madera, hermano gemelo del también escultor lígneo Aniello Perrone (1633-1696).

## Biografía
Según Bernardo De Dominici, los hermanos Aniello y Michele Perrone habrían sido discípulos de Pietro Ceraso, dato cuestionable habida cuenta de la escasa diferencia de edad que les separaba. Más probable es que recibiesen su primera formación en el taller de su padre, Giuseppe, fallecido en la peste de 1656. Aniello, más bravo según De Dominici, viajó a Roma para estudiar las obras de la antigüedad y conocer los trabajos en los que por entonces se ocupaba Gian Lorenzo Bernini antes de volver a Nápoles para trabajar al servicio de los virreyes españoles. De su mano citaba De Dominici únicamente una Inmaculada con el Niño en brazos en la iglesia del Monte Calvario, ensalzándola como muy estimada por los profesores de dibujo. Encargado de la producción y dirección de espectáculos al servicio de la corte napolitana, Aniello parece haberse situado en un nivel superior al de Michele. En 1680 se le cita como escultor en madera famosísimo en relación con el espectáculo teatral con escenografía de Luca Giordano organizado con motivo de la boda de Carlos II de España con María Luisa de Borbón, y más adelante como arquitecto de la máquina fúnebre alzada en la iglesia de Santa Clara con motivo de los funerales de la misma reina.
Michele, por su parte, más capacitado para las pequeñas figuras, habría jugado un papel central en el desarrollo del pesebre napolitano, si bien la ausencia de obras documentadas y conservadas hace difícil valorarlo. Casado con Anna, hija de Juan Do, fue padre de dos hijas casadas a su vez con dos pintores: Paolo de Matteis y Giovan Battista Lama. En 1687 compró dos esclavos por 240 ducados, a pagar con doce esculturas de «bambini [...] sei de passione et sei de gloria, con loro pedagne indorate», como los que tenía Anna D’Angelo en su casa. El contrato establecía que debían ser esculpidos por Michele de su propia mano, pero que si los dos esclavos fuesen cristianos podría devolverlos recuperando las estatuillas o el dinero.
Discípulos fueron los hermanos Gaetano y Pietro Patalani y Antonio Mottola, este último discípulo de Aniello como también Nicolás Salzillo, padre de Francisco Salzillo.

## Obra
De Michele Perrone afirmaba De Dominici que, habiendo sido buen escultor, no llegaba a la perfección de Aniello, de lo que era buena muestra la Madonna della Solitaria esculpida para su propia iglesia, que es, posiblemente, la conservada ahora en la iglesia napolitana de Santa Catalina de Siena, talla de vestir de alrededor de metro y medio de estatura esculpida hacia 1660, iconográficamente ajustada al modelo de la Virgen de la Soledad creado por Gaspar Becerra. Hay, por otro lado, constancia documental de que la princesa de Montesarchio, Anna Guevara, pagó en 1688 a Michele Perrone por una Madonna della Solitaria como la que había llevado a España el marqués de los Vélez, virrey de Nápoles de 1675 a 1683, que si no era la original podría tratarse de una réplica en tamaño reducido.
Pero no es en las grandes esculturas, en las que no habría pasado de ser un artista mediocre, sino en las pequeñas figuras de pastores para los belenes o pesebres, muchas de ellas enviadas a España, en lo que habría destacado especialmente, habiendo realizado muchos:

...buoni pastori da Presepio, alli quali era da un particolar genio inchinato [...]. Per la qual cosa ebbe Michele molta lode, come artefice di essi [...], e molti ne mandò a Spagna, prevalendo più in questi, che nelle statue, perché ivi con maggior genio impiegava i suoi ferri; ma nelle statue grandi fu mediocre, e non molte ne fece.

Contaba De Dominici que Antonio Ciappa, escribano mayor de la hacienda de Ferdinand Vandeneynden, rico mercader flamenco asentado en Nápoles, compró a Michele un número importante de esos pastores y que entre ambos se encargaron de montar el belén de la iglesia de Santa Brígida, al que acudían muchos napolitanos para ver «los pastores de Tonno Ciappa». Muy costoso y bien documentado, el belén que en 1659 realizó, junto con un pariente en grado desconocido llamado Donato Perrone, para el virrey conde de Castrillo constaba de 112 figuras, todas de escultura.
En la actualidad, no habiendo sido posible identificar ninguna de esas pequeñas figuras y siendo dudosa la atribución de la Virgen de la Soledad de la iglesia de Santa Catalina de Siena de Nápoles, la única obra que puede relacionarse con seguridad con la producción escultórica de Michele es el Cristo yacente conservado en una urna en el centro del coro del Real Monasterio de la Encarnación de Madrid, del que hay una réplica en la también madrileña iglesia de las Calatravas. Firmado y fechado «Michael Perronius F. N. 1690», Cristo, de mediano tamaño, yace —según la descripción de Elías Tormo— «algo retorcido» sobre el sudario, en el que reposan los instrumentos de la pasión.